# 小行星2340
小行星2340（2340 Hathor）是一颗围绕太阳公转的小行星。1976年10月22日，查爾斯·科瓦爾在帕洛马山发现了此天体。
該小行星以埃及神話的女神哈索爾命名。
这颗小行星的绝对星等为40.01184820207784等。